# Sledování vozidel
Sledování aut pomocí satelitní navigace kombinuje použití automatické lokalizace vozidel v jednotlivých vozidlech se softwarem, který shromažďuje tyto údaje o vozovém parku pro získání komplexního přehledu o poloze vozidel. Vozidlo je tak možné snadno v případě krádeže dohledat. Informace o vozidle lze zobrazit na elektronických mapách prostřednictvím internetu nebo specializovaného softwaru. Běžně se systémů sledování vozidel využívají v prostředích městské hromadné dopravy. Satelitní technologie se využívá i sledování a následném upozorňování na zpoždění autobusů či vlaků.
Systémy sledování aut fungují tak, že lokátor, zabudovaný ve vozidle, snímá v pravidelných intervalech polohu auta pomocí satelitní navigace. Ta je pak odesílána přes mobilní (nebo satelitní) síťna určitý server, který tato data zpracuje.  Odtud pak lze stahovat data do elektronické knihy jízd. Běžné je i sledování vozidel v reálném čase (online). Online monitorovací systémy lze dále dělit podle primárního účelu služby na:
- monitorovací  systémy,
- zabezpečovací (střežící) systémy,
- hybridní systémy (monitorovací i zabezpečovací).

Monitorovací systémy jsou zaměřeny zejména na sledování polohy, rychlosti a úzce specifikovaných parametrů provozu vozidel (např. teplota, typ jízdy soukromá/služební, identifikace přihlášeného řidiče vozidla). Zabezpečovací systémy jsou schopné připojit k řídící jednotce i bezpečnostní prvky jako autoalarm, čidla pro detekci pohybu, spínače pro signalizaci otevření nákladového prostoru, zapojení imobilizačních prvků (např. relé pro přerušení elektrického obvodu startéru, palivového čerpadla apod.). Zabezpečovací prvky zvyšují náročnost úspěšného a rychlého odcizení vozidla a zvyšují tím reakční čas majitele na zabránění krádeži vozidla. Pokročilé zabezpečovací sledovací jednotky jsou vybaveny i rádiovým vysokofrekvenčním dohledáváním vozidla, které se obtížně zarušuje (na rozdíl od satelitní navigace a rádiového signálu mobilních operátorů, jejichž rušičky jsou sice ilegální, ale snadno dostupné).

## Výhody satelitního sledování vozidel
Výhodou satelitního sledování vozidel je nepochybně to, že vedení firem má přehled o pohybu vozidel. Mohou tak odhalit nepovolené jízdy nebo nepřiměřený styl jízdy řidičů. Ve firmách, kde vozidla řídí dispečink, se tyto systémy využívají i pro online sledování aby dispečer znal aktuální polohu všech vozidel. Díky tomu lze výrazně snížit náklady na vozový park, což je hlavní důvod pro pořizování těchto systémů. Řidičům také odpadá povinnost psát knihu jízd, protože ta se generuje automaticky. Ve firmách rovněž dochází ke zlepšení logistiky, zefektivnění práce, ke snížení nákladů vzniklých černými jízdami nebo dokonce krádežemi pohonných hmot.
Hlavním důvodem pořízení systému pro satelitní sledování vozidel je však možnost mít pod kontrolou chování řidičů. Systém snadno odhalí tzv. černé jízdy, tedy cesty bez účelu pro firmu, ale spíše pro soukromé účely řidiče. V systémech sledování vozidel je také možné vyznačit oblast pohybu, kterou automobil nesmí překročit.
Porovnáním spotřeby vozu vypočítané na základě dat z přijímačů satelitního signálu a záznamů o tankování pohonných hmot lze odhalit i krádeže paliva. Řidiči někdy při tankování odlévají část pohonných hmot do kanystru nebo rovnou do přistaveného soukromého vozu). Satelitní sledování také identifikuje nehospodárnou jízdu, kdy řidič příliš často mění rychlost nebo se pohybuje nad hranicí efektivní rychlosti apod.
Lokátor ve vozech může také fungovat jako zabezpečovací zařízení. Při krádeži vozu se ohlásí majiteli a informuje ho o aktuální poloze. U sofistikovanějších systémů je možné automobil na dálku odstavit a celou krádež zásadně prodloužit, čímž majitel vozu získá čas na reakci. Překazit krádež zkušeným zlodějům je velmi obtížné, zvláště v případech, kdy se k odcizení vozidla používají i celé odtahové vozy a krádež je provedena odtažením nebo odvozem auta na valníku či nástavbě vozu. 
Systém satelitního sledování se využívá v řadě měst České republiky. Například v Pardubicích je systém napojen na hlášení zastávek. V Plzni zase mají prostředky městské hromadné dopravy přednost na křižovatkách.  Obyvatelé Středočeského kraje mohou v zimě rovněž sledovat pohyb sypačů. 

## Nevýhody sledování vozidel pomocí satelitní navigace
Nevýhody jsou hlavně na straně zaměstnanců kteří mají pocit že ztrácejí svobodu a jsou neustále sledováni. Většinou se musí v autech identifikovat čipy RFID aby bylo známo kdo s autem jede a tento údaj mohl být použit i v elektronické knize jízd. Odpůrci těchto systémů tvrdí že to již je začátek čipové totality, kterou popisuje například George Orwell v románu 1984 .